# Melithaeidae
A Melithaeidae a virágállatok (Anthozoa) osztályának a szarukorallok (Alcyonacea) rendjébe, ezen belül a Scleraxonia alrendjébe tartozó család.
A WoRMS adatai szerint 114 elfogadott faj tartozik ebbe a korallcsaládba.

## Rendszerezés
A családba két, egy-egy nemmel rendelkező alcsalád tartozik:
- Asperaxinae Alderslade, 2007
  - Asperaxis Alderslade, 2007 - 1 faj
- Melithaeinae Alderslade, 2007
  - Melithaea Milne Edwards, 1857 - 113 faj; típusnem